# Fenyőpohók
A fenyőpohók (Dendrolimus pini) a szövőlepkefélék családjába tartozó, Eurázsiában és Észak-Afrikában honos, fenyőkön élő lepkefaj. 

## Megjelenése
A fenyőpohók szárnyfesztávolsága a hímek esetében 5-6,2 cm; a nőstényeknél 7-8 cm. Színe igen változatos lehet. Teste a hamuszürkétől a barnán, vörösbarnán keresztül a sárgásig terjedhet. Az elülső szárny alapszíne többnyire ugyanolyan, mint a testé és általában többé-kevésbé szürkésfehéren behintett. A hullámos-cakkos harántsávok barnák. A szárnyszél belső fele, a szárnytő, illetve a közép sok esetben vörhenyes; más példányokon a szegély, a közép vagy a szárnytő fehéresen vagy sárgásan márványozott. Középen kis kerek, fehér folt látható, de néha ez hiányzik. A hátulsó szárnyak színe a sárgástól a sötétbarnáig terjedhet. A szárnyak fonákja többnyire egyszínű. A rojt színe megegyezik az alapszínnel. A nőstények szárnya nyújtottabb, testük vaskosabb, több közöttük a vöröses és kevesebb a sötét színű példány.
Petéje tojásdad (2,6-2,8 mm hosszú és 2 mm széles), szürkészöld színű.
Kifejlett hernyója 5-8 cm hosszú, szürkés vagy szürkésbarna (az imágóhoz hasonlóan változékony színű). A hátán barna foltok, közép- és utótorán feketéskék csupasz foltok találhatóak, az utóbbiak mellett apró vörös pontokkal. Oldalain szürkés, elmosódott ferde vonalak vagy hosszúkás foltok láthatók. Bábja sötét vörösbarna, feketés szárnytokokkal és halványabb szelvényközökkel.

### Hasonló fajok
Magyarországon nem él hozzá hasonló faj.  

## Elterjedése
Eurázsiában (az Ibériai-félszigettől Közép-Ázsiáig; a 2000-es évektől a Brit-szigeteken is) és Észak-Afrikában honos. Elterjedése nagyjából megegyezik fő tápnövényével, az erdeifenyővel. Magyarországon az egész országban megtalálható, fenyvesek környékén gyakori. 

## Életmódja
Fenyőerdők, vegyes erdők, kertek, parkok lakója.  
Évente egy nemzedéke nő fel, imágóit májustól augusztusig lehet látni. Az imágó mintegy tíz napig él. Éjszaka aktív, ekkor történik a párzás is. A nőstény 10-50-ével összesen 150-250 petét rak a tápnövény leveleire, gallyaira. 16-25 nap múlva kikelő hernyója különféle fenyők (erdeifenyő, luc, jegenyefenyő, feketefenyő, vörösfenyő) fiatal leveleivel táplálkozik. Ha elszaporodik, a telepített fenyvesekben komoly károkat okozhat. A hernyó 7-8 fejlődési fázison megy keresztül. A 4-5. fázisban lévő hernyó az avarban vagy a talajban áttelel és a következő év tavaszán folytatja a fejlődését, majd májusában orsó alakú selyemszövedékben bebábozódik. A bábból 4-5 hét múlva kel ki az imágó.  

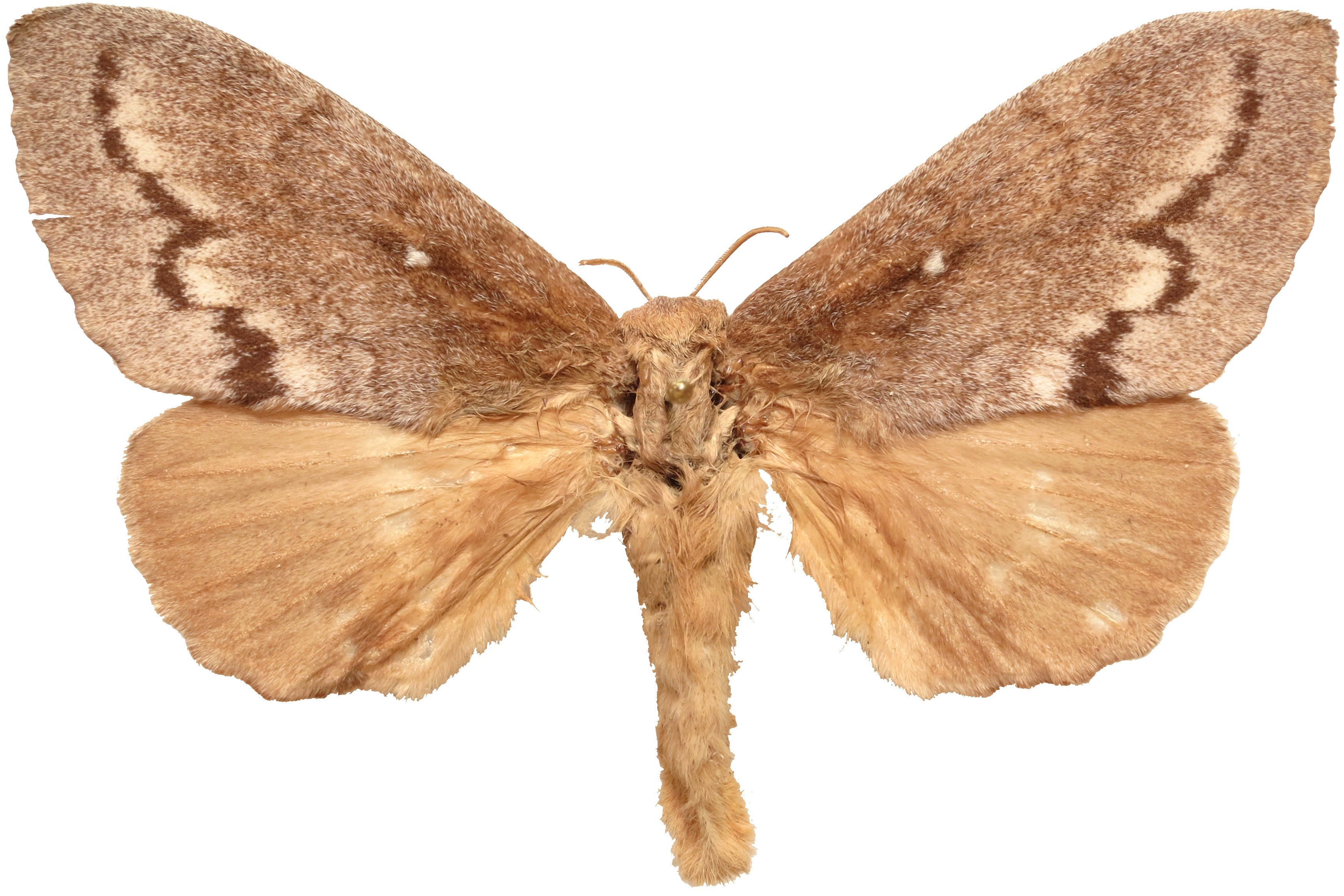
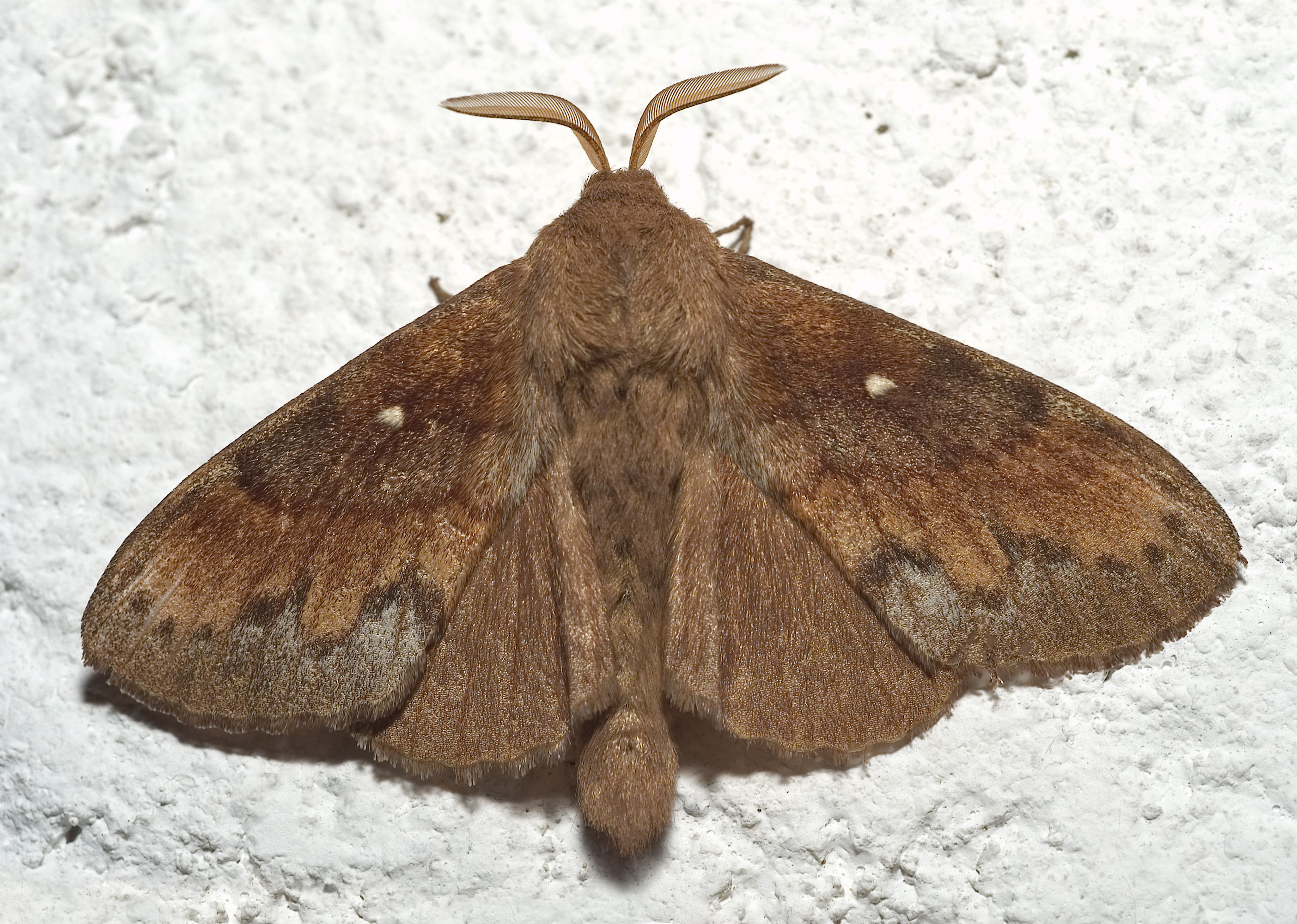
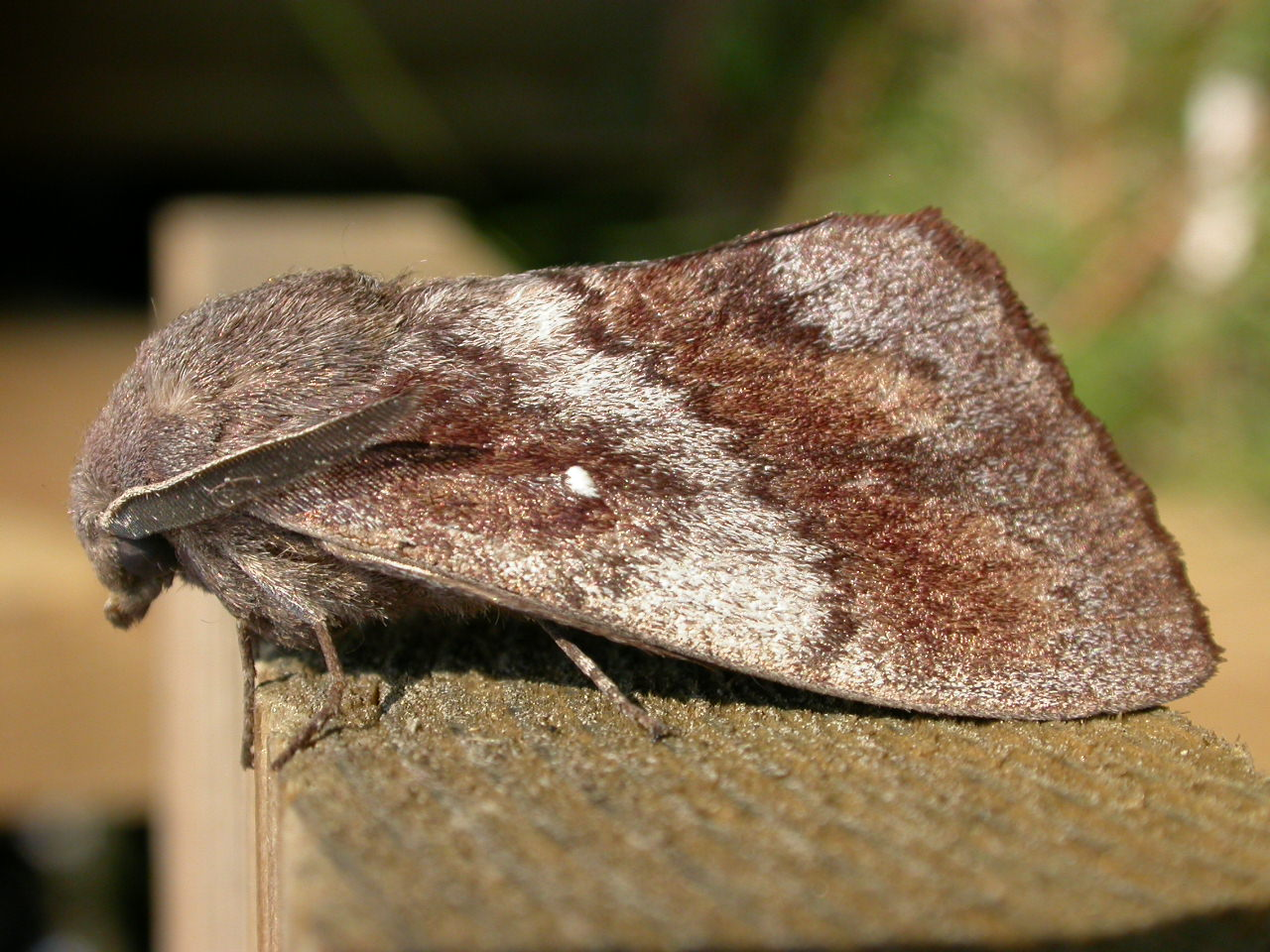
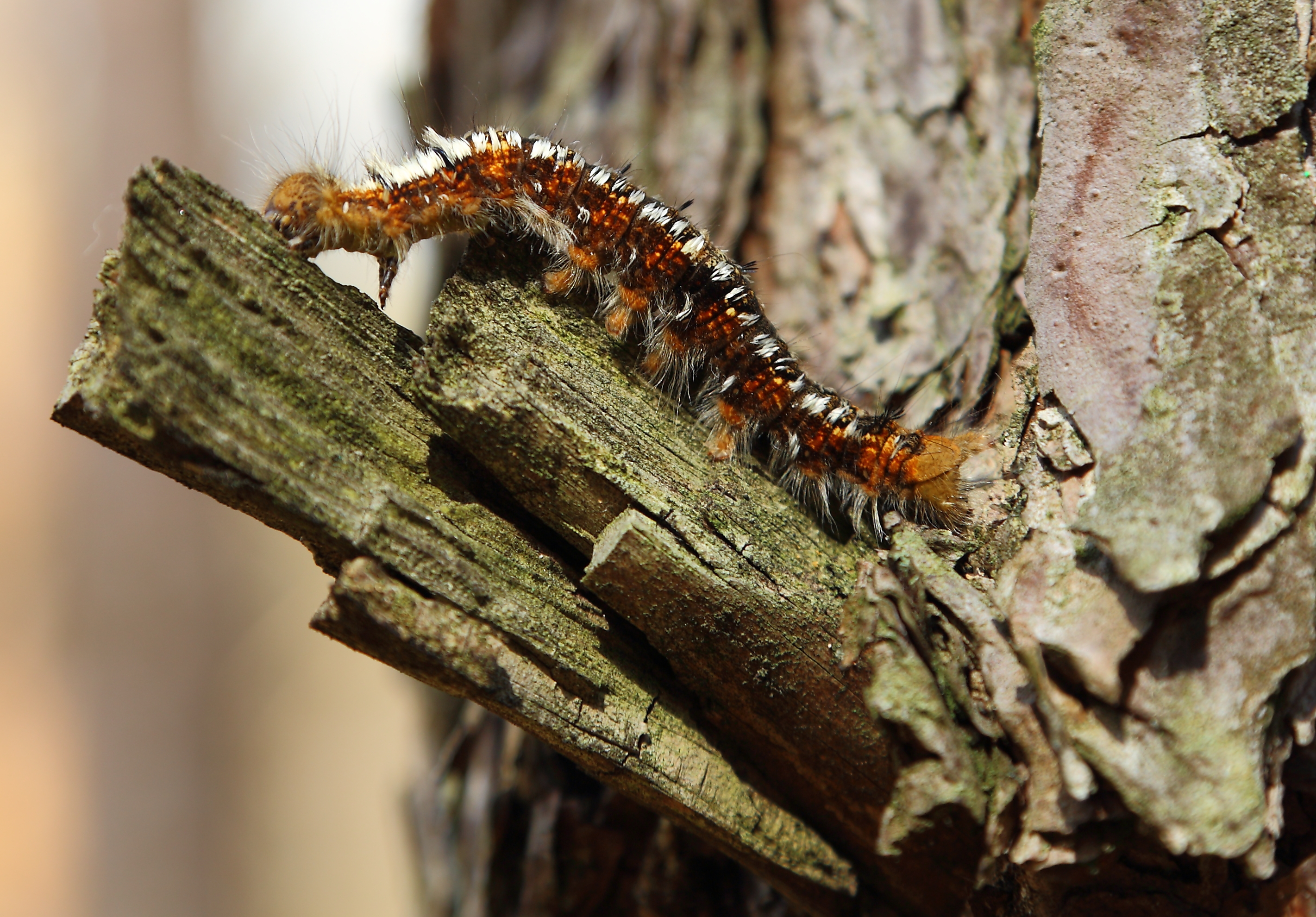
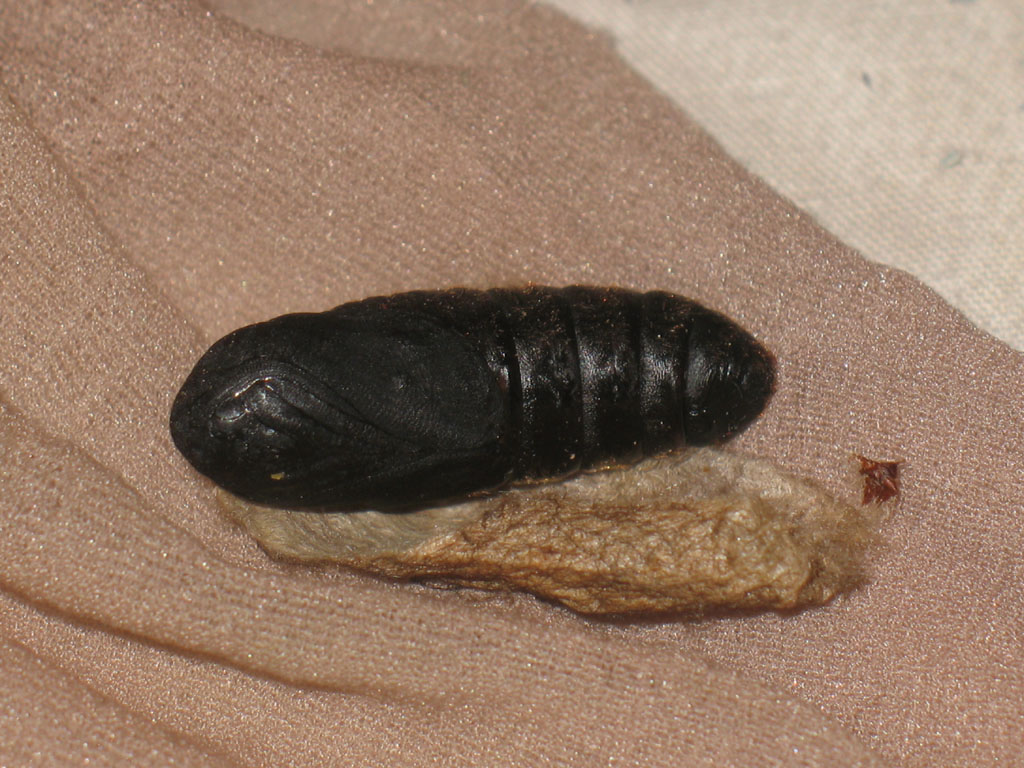

Magyarországon nem védett.